# هونوبو يونيزاوا
هونوبو يونيزاوا (باليابانية: 米澤穂信)‏ (1978 في غيفو - ) روائي، وكاتب للأطفال من اليابان.

## أعمال
- كيف تصبح شخصا عاديا